# Maruderstwo

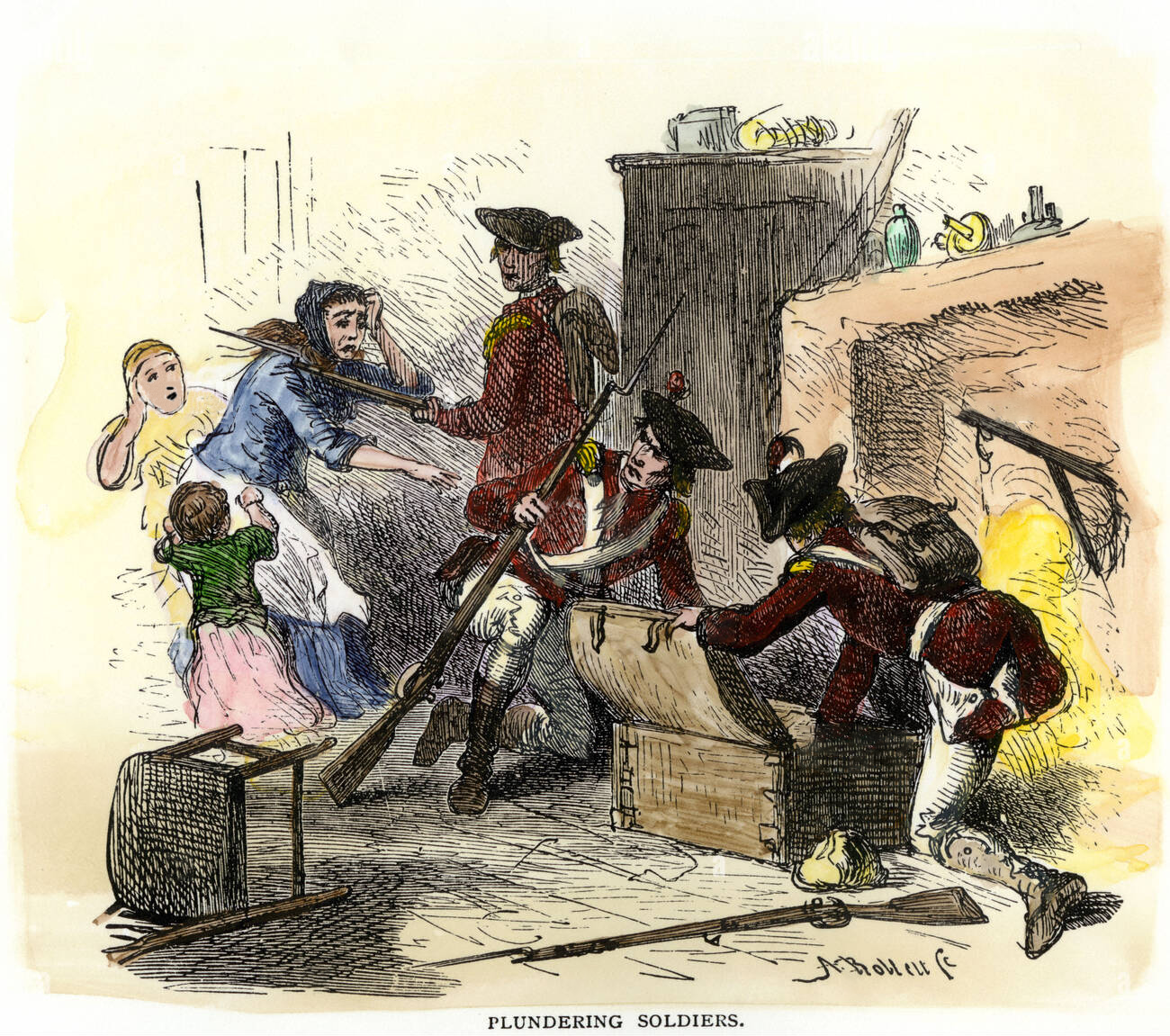
Maruderzy w trakcie rabunku (XVIII w.)

Maruderstwo (fr. marauder, włóczęga, rabuś) – samowolne odłączenie się od jednostki wojskowej w trakcie konfliktu zbrojnego, z zamiarem dokonywania przestępstw. 
Maruderami są zazwyczaj pojedynczy żołnierze (rzadziej całe pododdziały), wykorzystujący chaos towarzyszący działaniom wojennym oraz brak nadzoru do celów przestępczych, głównie względem cywilów, rannych i chorych. Wśród działań tych można wymienić między innymi: kradzieże, rozboje z użyciem broni, czy ograbianie zwłok. 
Maruderstwo stanowi przestępstwo wojenne, zazwyczaj zagrożone surowymi karami. W polskim kodeksie karnym nie jest jednak definiowane jako odrębne przestępstwo, a osądzeniu podlegają konkretne czyny dokonywane w jego trakcie. Samowolne grabieże dokonywane w trakcie maruderstwa przez pojedynczych żołnierzy dla własnych potrzeb należy wyraźnie odróżnić od rekwizycji wojennych uregulowanych prawnie. 